# Natriumsilikat
Med Natriumsilikat menas ofta natriummetasilikat ett fast ämne som ofta ingår som beståndsdel i rengöringsmedel och tvättmedel på grund av dess förmåga att emulgera fett och andra ämnen.  Med vattenglas,  menas vattenlösningar av olika natriumsilikat eller kaliumsilikat. Dessa vattenlösningar är polymera och därmed viskösa. Vattenglas där natriumsilikat lösts i vatten har formeln: (Na2[SiO2(OH)2] · 4 H2O). Efter hand reagerar vattenglasen med koldioxid, CO2 i luften, och den från början glasklara vätskan övergår till en vit flockig, halvfast massa. Användning: Vattenglas är ett bra lim som fäster på betong, metall och papp. Användes till silikatfärg, för eldfast murbruk samt för att göra betong vattenfast och för att göra brännbara material mindre brandfarliga. Förr användes vattenglas som konserveringsvätska för ägg (se vidare nedan) Den fungerar genom att den tätar porerna i äggens skal. En 1 procentig lösning av natriummetasilikat i vatten har ett pH värde av 12,5. Silikatfärg är ofta baserat på kaliumsilikat.
Med Alkasil (Na2SiO3 · 9 H2O) avses ett slags vattenglas i torr, kristallinsk form. Det erhålles av löst vattenglas av formen Na2SiO7, genom tillsats av beräknad mängd natriumhydrat[källa behövs] i löst form. Genom indunstning och lagring av lösningen utkristalliseras metasilikat. Substansen måste förvaras skyddad mot luftens inverkan, eftersom den ganska lätt förlorar sitt kristallvatten och sönderdelas av luftens koldioxid. Alkasil kan användas som vattenglas i torr form samt som tvättmedel.

## Förekomst
Mineral baserade på silikat utgör ca 90 % av jordskorpan. Natriumsilikater är fasta föreningar där förhållandet mellan kisel, syre och natrium avgör vilken silikat som bildas. De bygger på att kisel binder fyra syre i en tetraeder. Tillgången på syre och natrium bestämmer hur många av syreatomerna som är gemensamma för fler tetraedrar. Genom att dela atomer bildas långa kedjor av silikater som i sin tur kan slå ihop sig till skikt, som i mineralet glimmer, och till oändliga rymdnät som i kvarts.

## Framställning
Natriumsilikaterna framställs genom att smälta ihop sand (SiO2) med lämplig mängd natriumkarbonat till glas. Detta pulvriseras sedan och löses i vatten under hög temperatur och tryck till vattenglas. Vattenglas har sirapskonsistens och består av hydrat av avsett natriumsilikat. Vid neutralisering med luftens kolsyra eller andra syror kan det bildas en dispersion av SiO2-partiklar, kiselsol, och så småningom, när vattnet avdunstar ordna molekylerna till ett kiselsyranät, kiselgel. Kiselgel kan torkas till pulver.	
Förhållandet mellan kiseldioxid, natrium och vatten bestämmer vilken/vilka natriumsilikater som bildas och vilka egenskaper silikaten får. Förhållandet mellan SiO2 och Na2O används som ett uttryck för denna kvalitet. Hög halt SiO2 ger mer glasbildning, hårdare och mer svårlöslig silikat, mer Na2O ger lösligare och mer alkaliskt silikat, mer vatten ger mer lättflytande hydrat. Det finns mer än 40 olika varianter på marknaden med förhållanden mellan  SiO2 och Na2O mellan 1 och 3,5. Ju lägre, desto mer alkaliskt och lättlösligt. Vanligt förekommande vattenglas har ofta 3,3-3,4.
Världsproduktionen av natriumsilikater är ca 4 000 000 ton/år. De säljs som lösning eller som glas som måste lösas upp på plats hos användaren. De tillhör världens 50 mest använda ämnen och användningen ökar. Över 50 % av de lösliga natriumsilikaten används nu som utgångsmaterial för andra kiselinnehållande ämnen och material till exempel zeoliter.

## Användning
Natriumsilikat har många användbara egenskaper men de är inte alltid så lätta att definiera. I tvättmedel används de för att lösa upp smuts och hålla jordpartiklar i lösning. Genom att det är så alkaliskt förtvålar det fetter, sönderdelar och gör dem vattenlösliga. Silikater skyddar tvättmaskinen mot korrosion genom att bilda ett skyddande skikt på metallytor. De utgör också ett processhjälpmedel vid framställning av pulver genom att göra pulvret hårdare så det inte klibbar. Natriumsilikater som användes/har använts i tvättmedel och rengöringsmedel Na2SiO3,  Na 2Si2O5,  Na2Si4O9.
Natriumsilikat används i vattenreningsanläggningar och vid malmflotation för att underlätta att partiklar slår sig samman och faller ut. Vattenglas och syra bildar tillsammans en gel som används att binda samman gjutformar av sand, materialen är ju nästan identiska kemiskt. Ett hårt, vattentätt skikt bildas när natriumsilikat får torka. Detta utnyttjas i tätningsmedel till exempel i tunnlar och just stabilisering av jord är den största användningen i Japan. Samma egenskap utnyttjades förr för att konservera ägg i vattenglas som tätade porerna i äggens skal. Natriumsilikater kan inte brinna.
Pappersvaror som hopfogas genom att dränkas in i silikatlösning och får torka blir därför brandsäkra, täta och hårda. Också i eldfast betong utnyttjas dessa egenskaper. Vattenglas användes också som tillsats i keramiklera till serviser och liknande. Vattenglas stelnar tillsammans med metalloxider och bildar ett värmetåligt kitt.
I blekning av pappersmassa med väteperoxid kan natriumsilikater bidra med bl.a. ökad alkalitet och stabilisering av peroxiden genom att binda upp metalljoner. Det har också visat sig att vattenglas är användbart, till att täta läckor i värmepannor, bilkylare och porer i otätt gjutgods. Med vattenglas i cementbruk kan rörledningar byggda med betongrör tätas så att skarvarna inte läcker.
Också i Sverige framställs och används stora mängder natriumsilikater.	

### Äggkonservering
Vattenglas (natriumsilikat) har tidigare använts som konserveringsmedel för råa ägg i syfte att göra äggen tillgängliga året runt, då frittlevande höns inte värpte under den mörka årstiden. Det kunde köpas under 1900-talets första hälft som ett pulver, vanligen på apotek, och rördes ut med vatten. Lösningen hälldes sedan på de råa äggen som staplats i en kruka, och lösningen blev efter ett tag som en slags slemmig vit (opak) gelé. Lösningen täppte till äggets porer, och krukan med äggen förvarades sedan mörkt och svalt. Äggen kunde därefter användas i matlagningen men inte kokas, för då sprack de, och det var också svårt att vispa vitorna till maräng av sådana här ägg. De konserverade äggen kunde hålla upp till 6-8 månader. April och september var vanliga konserveringsmånader, detta enligt kokböcker från 1920-talet. Tester har visat att ägg kan förvaras upp till tjugo år i vattenglas och fortfarande vara tjänliga (dock med underlig smak). Längre tillbaks i historien finns beskrivningar om att man konserverade råa ägg i kalklösningar, i aska men också i salt. 
Sedan omkring 1960 manipuleras ljuset och temperaturen för hönsen i hönsstallarna, så att de värper året runt. Äggkonservering har därmed försvunnit från hushållsarbetet.